# مردان (مجسمه)
مردان (ارمنی: Տղամարդիկ) یک هنر عمومی در ایروان پایتخت جمهوری ارمنستان می‌باشد و توسط تندیس‌ساز ارمنی، داویت میناسیان در سال ۲۰۰۷ میلادی خلق شده‌است. این اثر بر مبنای فیلمی به همین نام به کارگردانی ادموند کئوسیان نامگذاری شده‌است و شامل مجسمه چهار تن از هنرپیشگان این فیلم، فرونزیک مکرتچیان، آزات شرانتس، آوتیک گئورگیان و آرمن آیوازیان می‌باشد که در آن نقش آفرینی کردند.

## نگارخانه

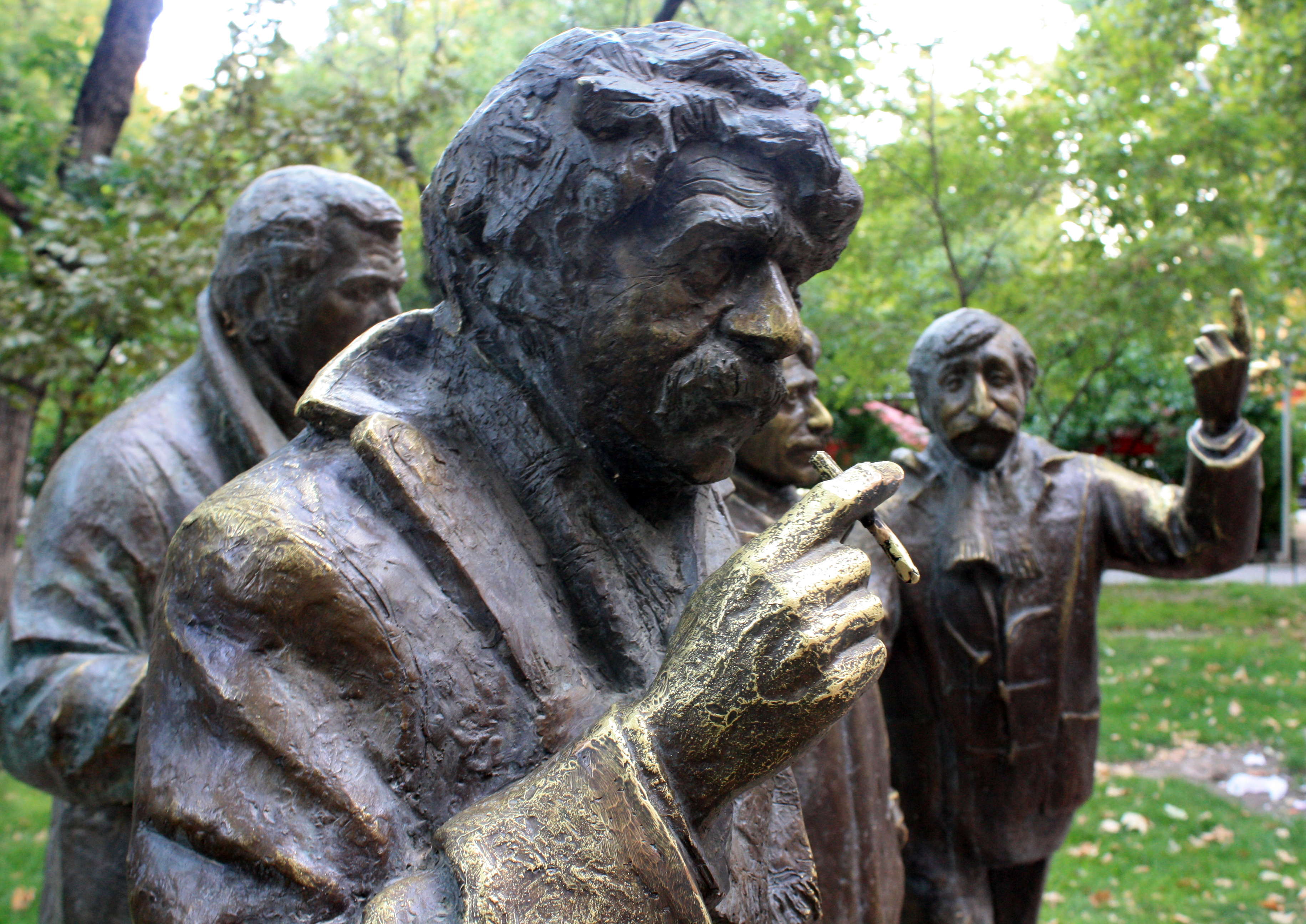